# غرور و تعصب (مجموعه تلویزیونی ۲۰۱۴)
غرور و تعصب (کره‌ای: 오만과 편견؛ انگلیسی: Pride and Prejudice) یک مجموعه تلویزیونی محصول کره جنوبی در سال ۲۰۱۴ با بازی چوی جین هیوک، بک جین هی، چوی مین سو، لی ته هوان و سون چانگ مین است. این مجموعه از ۲۷ اکتبر ۲۰۱۴ تا ۱۳ ژانویه ۲۰۱۵، روزهای دوشنبه و سه‌شنبه ساعت ۲۲:۰۰ (کی‌اس‌تی) از ام‌بی‌سی برای ۲۱ قسمت پخش شد.

## بازیگران

### اصلی
- چوی جین هیوک در نقش گو دونگ چی
  - نو ته یوپ در نقش جوانی گو دونگ چی
- بک جین هی در نقش هان یول مو
  - پارک شی اون در نقش جوانی هان یول مو
- چوی مین سو در نقش مون هی مان
- لی ته هوان در نقش کانگ سو / سو ته وون
- سون چانگ مین در نقش جونگ چانگ گی